# Volta a Noruega 2024
La Volta a Noruega 2024, 13a edició de la Volta a Noruega, es va disputar entre el 23 i el 26 de maig de 2024 sobre un recorregut de 645 km repartits en quatre etapes. La cursa formava part del calendari de l'UCI ProSeries 2024, amb una categoria 2.Pro.
El vencedor final fou el francès Axel Laurance (Alpecin-Deceuninck), que s'imposà a Bart Lemmen (Team Visma-Lease a Bike) i Ådne Holter (Uno-X Mobility), segon i tercer respectivament.

## Equips
Disset equips van prendre part en aquesta edició de la Volta a Noruega: set UCI WorldTeams, sis UCI ProTeams, tres equips continentals i una selecció nacional.
| WorldTeams (7)- Alpecin-Deceuninck - Bora-Hansgrohe - Ineos Grenadiers - Intermarché-Wanty - Lidl-Trek - Team dsm-firmenich PostNL - Team Visma \| Lease a Bike ProTeams (6)- Bingoal WB - Q36.5 Pro Cycling Team - TDT-Unibet - Team Flanders-Baloise - Tudor Pro Cycling Team - Uno-X Mobility Equips continentals (3)- ATT Investments - Project Echelon Racing - Team Coop-Repsol Equip nacional- Noruega |
| |

## Etapes
| Etapa    | Data       | Ciutats d'etapa       | type                    | Distància (km) | Desnivell (m) | Vencedor de l'etapa | Líder de la general |
| -------- | ---------- | --------------------- | ----------------------- | -------------- | ------------- | ------------------- | ------------------- |
| 1a etapa | 23 de maig | Voss – Voss           | etapa de mitja muntanya | 142            | 2.398 m       | Thibau Nys          | Thibau Nys          |
| 2a etapa | 24 de maig | Odda – Gullingen      | etapa de mitja muntanya | 205            | 3.450 m       | Axel Laurance       | Axel Laurance       |
| 3a etapa | 25 de maig | Sola – Egersund       | etapa plana             | 173            | 1.306 m       | Jordi Meeus         | Axel Laurance       |
| 4a etapa | 26 de maig | Stavanger – Stavanger | etapa accidentada       | 125            | 1.458 m       | Alexander Kristoff  | Axel Laurance       |

### Etapa 1
| \| Classificació de l'etapa \| Classificació de l'etapa \| Classificació de l'etapa \| Classificació de l'etapa \| Classificació de l'etapa \| \| Corredor \| Corredor \| Equip \| Temps \| \| \| ------------------------ \| ---------------------------- \| -------------------------- \| ------------------------ \| ------------------------ \| \| 1r \| Thibau Nys \| Lidl-Trek \| 3h 21' 34" \| \| \| 2n \| Ådne Holter \| Uno-X Mobility \| + 4" \| \| \| 3r \| Axel Laurance \| Alpecin-Deceuninck \| + 4" \| \| \| 4t \| Bart Lemmen \| Team Visma \\| Lease a Bike \| + 6" \| \| \| 5è \| Mathias Vacek \| Lidl-Trek \| + 8" \| \| \| 6è \| Idar Andersen \| Uno-X Mobility \| + 8" \| \| \| 7è \| Marco Brenner \| Tudor Pro Cycling Team \| + 18" \| \| \| 8è \| Adrien Maire \| TDT-Unibet \| + 18" \| \| \| 9è \| Óscar Rodríguez Garaicoechea \| Ineos Grenadiers \| + 20" \| \| \| 10è \| Magnus Cort Nielsen \| Uno-X Mobility \| + 20" \| \| |                              |                            |            |
| |                              |                            |            |
| Font: ProCyclingStats |                              |                            |            |
| Classificació de l'etapa |                              |                            |            |
| Corredor | Corredor                     | Equip                      | Temps      |
| 1r | Thibau Nys                   | Lidl-Trek                  | 3h 21' 34" |
| 2n | Ådne Holter                  | Uno-X Mobility             | + 4"       |
| 3r | Axel Laurance                | Alpecin-Deceuninck         | + 4"       |
| 4t | Bart Lemmen                  | Team Visma \| Lease a Bike | + 6"       |
| 5è | Mathias Vacek                | Lidl-Trek                  | + 8"       |
| 6è | Idar Andersen                | Uno-X Mobility             | + 8"       |
| 7è | Marco Brenner                | Tudor Pro Cycling Team     | + 18"      |
| 8è | Adrien Maire                 | TDT-Unibet                 | + 18"      |
| 9è | Óscar Rodríguez Garaicoechea | Ineos Grenadiers           | + 20"      |
| 10è | Magnus Cort Nielsen          | Uno-X Mobility             | + 20"      |

| \| Classificació general \| Classificació general \| Classificació general \| Classificació general \| Classificació general \| \| Corredor \| Corredor \| Equip \| Temps \| \| \| --------------------- \| ---------------------------- \| -------------------------- \| --------------------- \| --------------------- \| \| 1r \| Thibau Nys \| Lidl-Trek \| 3h 21' 24" \| \| \| 2n \| Ådne Holter \| Uno-X Mobility \| + 8" \| \| \| 3r \| Axel Laurance \| Alpecin-Deceuninck \| + 10" \| \| \| 4t \| Bart Lemmen \| Team Visma \\| Lease a Bike \| + 16" \| \| \| 5è \| Mathias Vacek \| Lidl-Trek \| + 18" \| \| \| 6è \| Idar Andersen \| Uno-X Mobility \| + 18" \| \| \| 7è \| Marco Brenner \| Tudor Pro Cycling Team \| + 28" \| \| \| 8è \| Adrien Maire \| TDT-Unibet \| + 28" \| \| \| 9è \| Óscar Rodríguez Garaicoechea \| Ineos Grenadiers \| + 30" \| \| \| 10è \| Magnus Cort Nielsen \| Uno-X Mobility \| + 30" \| \| |                              |                            |            |
| |                              |                            |            |
| Font: ProCyclingStats |                              |                            |            |
| Classificació general |                              |                            |            |
| Corredor | Corredor                     | Equip                      | Temps      |
| 1r | Thibau Nys                   | Lidl-Trek                  | 3h 21' 24" |
| 2n | Ådne Holter                  | Uno-X Mobility             | + 8"       |
| 3r | Axel Laurance                | Alpecin-Deceuninck         | + 10"      |
| 4t | Bart Lemmen                  | Team Visma \| Lease a Bike | + 16"      |
| 5è | Mathias Vacek                | Lidl-Trek                  | + 18"      |
| 6è | Idar Andersen                | Uno-X Mobility             | + 18"      |
| 7è | Marco Brenner                | Tudor Pro Cycling Team     | + 28"      |
| 8è | Adrien Maire                 | TDT-Unibet                 | + 28"      |
| 9è | Óscar Rodríguez Garaicoechea | Ineos Grenadiers           | + 30"      |
| 10è | Magnus Cort Nielsen          | Uno-X Mobility             | + 30"      |

### Etapa 2
| \| Classificació de l'etapa \| Classificació de l'etapa \| Classificació de l'etapa \| Classificació de l'etapa \| Classificació de l'etapa \| \| Corredor \| Corredor \| Equip \| Temps \| \| \| ------------------------ \| ---------------------------- \| -------------------------- \| ------------------------ \| ------------------------ \| \| 1r \| Axel Laurance \| Alpecin-Deceuninck \| 5h 01' 09" \| \| \| 2n \| Ethan Hayter \| Ineos Grenadiers \| + 0" \| \| \| 3r \| Bart Lemmen \| Team Visma \\| Lease a Bike \| + 0" \| \| \| 4t \| Mathias Vacek \| Lidl-Trek \| + 3" \| \| \| 5è \| Marco Brenner \| Tudor Pro Cycling Team \| + 5" \| \| \| 6è \| Ådne Holter \| Uno-X Mobility \| + 5" \| \| \| 7è \| Kamiel Bonneu \| Team Flanders-Baloise \| + 5" \| \| \| 8è \| Carl Fredrik Hagen \| Q36.5 Pro Cycling Team \| + 5" \| \| \| 9è \| Óscar Rodríguez Garaicoechea \| Ineos Grenadiers \| + 5" \| \| \| 10è \| Luca Vergallito \| Alpecin-Deceuninck \| + 15" \| \| |                              |                            |            |
| |                              |                            |            |
| Font: ProCyclingStats |                              |                            |            |
| Classificació de l'etapa |                              |                            |            |
| Corredor | Corredor                     | Equip                      | Temps      |
| 1r | Axel Laurance                | Alpecin-Deceuninck         | 5h 01' 09" |
| 2n | Ethan Hayter                 | Ineos Grenadiers           | + 0"       |
| 3r | Bart Lemmen                  | Team Visma \| Lease a Bike | + 0"       |
| 4t | Mathias Vacek                | Lidl-Trek                  | + 3"       |
| 5è | Marco Brenner                | Tudor Pro Cycling Team     | + 5"       |
| 6è | Ådne Holter                  | Uno-X Mobility             | + 5"       |
| 7è | Kamiel Bonneu                | Team Flanders-Baloise      | + 5"       |
| 8è | Carl Fredrik Hagen           | Q36.5 Pro Cycling Team     | + 5"       |
| 9è | Óscar Rodríguez Garaicoechea | Ineos Grenadiers           | + 5"       |
| 10è | Luca Vergallito              | Alpecin-Deceuninck         | + 15"      |

| \| Classificació general \| Classificació general \| Classificació general \| Classificació general \| Classificació general \| \| Corredor \| Corredor \| Equip \| Temps \| \| \| --------------------- \| ---------------------------- \| -------------------------- \| --------------------- \| --------------------- \| \| 1r \| Axel Laurance \| Alpecin-Deceuninck \| 8h 22' 33" \| \| \| 2n \| Bart Lemmen \| Team Visma \\| Lease a Bike \| + 12" \| \| \| 3r \| Ådne Holter \| Uno-X Mobility \| + 13" \| \| \| 4t \| Mathias Vacek \| Lidl-Trek \| + 21" \| \| \| 5è \| Thibau Nys \| Lidl-Trek \| + 25" \| \| \| 6è \| Marco Brenner \| Tudor Pro Cycling Team \| + 33" \| \| \| 7è \| Óscar Rodríguez Garaicoechea \| Ineos Grenadiers \| + 35" \| \| \| 8è \| Ethan Hayter \| Ineos Grenadiers \| + 46" \| \| \| 9è \| Kamiel Bonneu \| Team Flanders-Baloise \| + 48" \| \| \| 10è \| Magnus Cort Nielsen \| Uno-X Mobility \| + 52" \| \| |                              |                            |            |
| |                              |                            |            |
| Font: ProCyclingStats |                              |                            |            |
| Classificació general |                              |                            |            |
| Corredor | Corredor                     | Equip                      | Temps      |
| 1r | Axel Laurance                | Alpecin-Deceuninck         | 8h 22' 33" |
| 2n | Bart Lemmen                  | Team Visma \| Lease a Bike | + 12"      |
| 3r | Ådne Holter                  | Uno-X Mobility             | + 13"      |
| 4t | Mathias Vacek                | Lidl-Trek                  | + 21"      |
| 5è | Thibau Nys                   | Lidl-Trek                  | + 25"      |
| 6è | Marco Brenner                | Tudor Pro Cycling Team     | + 33"      |
| 7è | Óscar Rodríguez Garaicoechea | Ineos Grenadiers           | + 35"      |
| 8è | Ethan Hayter                 | Ineos Grenadiers           | + 46"      |
| 9è | Kamiel Bonneu                | Team Flanders-Baloise      | + 48"      |
| 10è | Magnus Cort Nielsen          | Uno-X Mobility             | + 52"      |

### Etapa 3
| \| Classificació de l'etapa \| Classificació de l'etapa \| Classificació de l'etapa \| Classificació de l'etapa \| Classificació de l'etapa \| \| Corredor \| Corredor \| Equip \| Temps \| \| \| ------------------------ \| ------------------------ \| -------------------------- \| ------------------------ \| ------------------------ \| \| 1r \| Jordi Meeus \| Bora-Hansgrohe \| 3h 53' 33" \| \| \| 2n \| Pavel Bittner \| Team dsm-firmenich PostNL \| + 0" \| \| \| 3r \| Alexander Kristoff \| Uno-X Mobility \| + 0" \| \| \| 4t \| Wout van Aert \| Team Visma \\| Lease a Bike \| + 0" \| \| \| 5è \| Elia Viviani \| Ineos Grenadiers \| + 0" \| \| \| 6è \| Sasha Weemaes \| Bingoal WB \| + 0" \| \| \| 7è \| Huub Artz \| Intermarché-Wanty \| + 0" \| \| \| 8è \| Mathias Vacek \| Lidl-Trek \| + 0" \| \| \| 9è \| Luc Wirtgen \| Tudor Pro Cycling Team \| + 0" \| \| \| 10è \| Halvor Utengen Sandstad \| Team Coop-Repsol \| + 0" \| \| |                         |                            |            |
| |                         |                            |            |
| Font: ProCyclingStats |                         |                            |            |
| Classificació de l'etapa |                         |                            |            |
| Corredor | Corredor                | Equip                      | Temps      |
| 1r | Jordi Meeus             | Bora-Hansgrohe             | 3h 53' 33" |
| 2n | Pavel Bittner           | Team dsm-firmenich PostNL  | + 0"       |
| 3r | Alexander Kristoff      | Uno-X Mobility             | + 0"       |
| 4t | Wout van Aert           | Team Visma \| Lease a Bike | + 0"       |
| 5è | Elia Viviani            | Ineos Grenadiers           | + 0"       |
| 6è | Sasha Weemaes           | Bingoal WB                 | + 0"       |
| 7è | Huub Artz               | Intermarché-Wanty          | + 0"       |
| 8è | Mathias Vacek           | Lidl-Trek                  | + 0"       |
| 9è | Luc Wirtgen             | Tudor Pro Cycling Team     | + 0"       |
| 10è | Halvor Utengen Sandstad | Team Coop-Repsol           | + 0"       |

| \| Classificació general \| Classificació general \| Classificació general \| Classificació general \| Classificació general \| \| Corredor \| Corredor \| Equip \| Temps \| \| \| --------------------- \| ---------------------------- \| -------------------------- \| --------------------- \| --------------------- \| \| 1r \| Axel Laurance \| Alpecin-Deceuninck \| 12h 16' 06" \| \| \| 2n \| Bart Lemmen \| Team Visma \\| Lease a Bike \| + 12" \| \| \| 3r \| Ådne Holter \| Uno-X Mobility \| + 13" \| \| \| 4t \| Mathias Vacek \| Lidl-Trek \| + 21" \| \| \| 5è \| Thibau Nys \| Lidl-Trek \| + 25" \| \| \| 6è \| Marco Brenner \| Tudor Pro Cycling Team \| + 33" \| \| \| 7è \| Óscar Rodríguez Garaicoechea \| Ineos Grenadiers \| + 35" \| \| \| 8è \| Ethan Hayter \| Ineos Grenadiers \| + 46" \| \| \| 9è \| Kamiel Bonneu \| Team Flanders-Baloise \| + 48" \| \| \| 10è \| Magnus Cort Nielsen \| Uno-X Mobility \| + 52" \| \| |                              |                            |             |
| |                              |                            |             |
| Font: ProCyclingStats |                              |                            |             |
| Classificació general |                              |                            |             |
| Corredor | Corredor                     | Equip                      | Temps       |
| 1r | Axel Laurance                | Alpecin-Deceuninck         | 12h 16' 06" |
| 2n | Bart Lemmen                  | Team Visma \| Lease a Bike | + 12"       |
| 3r | Ådne Holter                  | Uno-X Mobility             | + 13"       |
| 4t | Mathias Vacek                | Lidl-Trek                  | + 21"       |
| 5è | Thibau Nys                   | Lidl-Trek                  | + 25"       |
| 6è | Marco Brenner                | Tudor Pro Cycling Team     | + 33"       |
| 7è | Óscar Rodríguez Garaicoechea | Ineos Grenadiers           | + 35"       |
| 8è | Ethan Hayter                 | Ineos Grenadiers           | + 46"       |
| 9è | Kamiel Bonneu                | Team Flanders-Baloise      | + 48"       |
| 10è | Magnus Cort Nielsen          | Uno-X Mobility             | + 52"       |

### Etapa 4
| \| Classificació de l'etapa \| Classificació de l'etapa \| Classificació de l'etapa \| Classificació de l'etapa \| Classificació de l'etapa \| \| Corredor \| Corredor \| Equip \| Temps \| \| \| ------------------------ \| ------------------------ \| -------------------------- \| ------------------------ \| ------------------------ \| \| 1r \| Alexander Kristoff \| Uno-X Mobility \| 2h 39' 04" \| \| \| 2n \| Jordi Meeus \| Bora-Hansgrohe \| + 0" \| \| \| 3r \| Wout van Aert \| Team Visma \\| Lease a Bike \| + 0" \| \| \| 4t \| Pavel Bittner \| Team dsm-firmenich PostNL \| + 0" \| \| \| 5è \| Lars Craps \| Team Flanders-Baloise \| + 0" \| \| \| 6è \| Axel Laurance \| Alpecin-Deceuninck \| + 0" \| \| \| 7è \| Marco Brenner \| Tudor Pro Cycling Team \| + 0" \| \| \| 8è \| Tyler Stites \| Project Echelon Racing \| + 0" \| \| \| 9è \| Huub Artz \| Intermarché-Wanty \| + 0" \| \| \| 10è \| Gijs Van Hoecke \| Intermarché-Wanty \| + 0" \| \| |                    |                            |            |
| |                    |                            |            |
| Font: ProCyclingStats |                    |                            |            |
| Classificació de l'etapa |                    |                            |            |
| Corredor | Corredor           | Equip                      | Temps      |
| 1r | Alexander Kristoff | Uno-X Mobility             | 2h 39' 04" |
| 2n | Jordi Meeus        | Bora-Hansgrohe             | + 0"       |
| 3r | Wout van Aert      | Team Visma \| Lease a Bike | + 0"       |
| 4t | Pavel Bittner      | Team dsm-firmenich PostNL  | + 0"       |
| 5è | Lars Craps         | Team Flanders-Baloise      | + 0"       |
| 6è | Axel Laurance      | Alpecin-Deceuninck         | + 0"       |
| 7è | Marco Brenner      | Tudor Pro Cycling Team     | + 0"       |
| 8è | Tyler Stites       | Project Echelon Racing     | + 0"       |
| 9è | Huub Artz          | Intermarché-Wanty          | + 0"       |
| 10è | Gijs Van Hoecke    | Intermarché-Wanty          | + 0"       |

## Classificació final
| \| Classificació general \| Classificació general \| Classificació general \| Classificació general \| Classificació general \| \| Corredor \| Corredor \| Equip \| Temps \| \| \| --------------------- \| ---------------------------- \| -------------------------- \| --------------------- \| --------------------- \| \| 1r \| Axel Laurance \| Alpecin-Deceuninck \| 14h 55' 10" \| \| \| 2n \| Bart Lemmen \| Team Visma \\| Lease a Bike \| + 12" \| \| \| 3r \| Ådne Holter \| Uno-X Mobility \| + 13" \| \| \| 4t \| Mathias Vacek \| Lidl-Trek \| + 21" \| \| \| 5è \| Marco Brenner \| Tudor Pro Cycling Team \| + 33" \| \| \| 6è \| Óscar Rodríguez Garaicoechea \| Ineos Grenadiers \| + 40" \| \| \| 7è \| Ethan Hayter \| Ineos Grenadiers \| + 46" \| \| \| 8è \| Magnus Cort Nielsen \| Uno-X Mobility \| + 52" \| \| \| 9è \| Kamiel Bonneu \| Team Flanders-Baloise \| + 53" \| \| \| 10è \| Carl Fredrik Hagen \| Q36.5 Pro Cycling Team \| + 54" \| \| |                              |                            |             |
| |                              |                            |             |
| Font: ProCyclingStats |                              |                            |             |
| Classificació general |                              |                            |             |
| Corredor | Corredor                     | Equip                      | Temps       |
| 1r | Axel Laurance                | Alpecin-Deceuninck         | 14h 55' 10" |
| 2n | Bart Lemmen                  | Team Visma \| Lease a Bike | + 12"       |
| 3r | Ådne Holter                  | Uno-X Mobility             | + 13"       |
| 4t | Mathias Vacek                | Lidl-Trek                  | + 21"       |
| 5è | Marco Brenner                | Tudor Pro Cycling Team     | + 33"       |
| 6è | Óscar Rodríguez Garaicoechea | Ineos Grenadiers           | + 40"       |
| 7è | Ethan Hayter                 | Ineos Grenadiers           | + 46"       |
| 8è | Magnus Cort Nielsen          | Uno-X Mobility             | + 52"       |
| 9è | Kamiel Bonneu                | Team Flanders-Baloise      | + 53"       |
| 10è | Carl Fredrik Hagen           | Q36.5 Pro Cycling Team     | + 54"       |

## Evolució de les classificacions
| Etapa                  | Vencedor               | Classificació general | Classificació de la muntanya | Classificació dels joves | Classificació per equips |
| ---------------------- | ---------------------- | --------------------- | ---------------------------- | ------------------------ | ------------------------ |
| 1                      | Thibau Nys             | Thibau Nys            | Eirik Vang Aas               | Thibau Nys               | Uno-X Mobility           |
| 2                      | Axel Laurance          | Axel Laurance         | Eirik Vang Aas               | Mathias Vacek            | Uno-X Mobility           |
| 3                      | Jordi Meeus            | Axel Laurance         | Eirik Vang Aas               | Mathias Vacek            | Uno-X Mobility           |
| 4                      | Alexander Kristoff     | Axel Laurance         | Eirik Vang Aas               | Mathias Vacek            | Uno-X Mobility           |
| Classificacions finals | Classificacions finals | Axel Laurance         | Eirik Vang Aas               | Mathias Vacek            | Uno-X Mobility           |